# František Hruban
František Hruban (17. září 1852 Prostějovičky – 30. června 1930 Uherský Brod) byl rakouský soudce a politik z Moravy; poslanec Moravského zemského sněmu.

## Biografie
Byl synem rolníka Jana Hrubana z Prostějoviček. V září 1884 se ve Valašských Kloboukách jeho manželkou stala Marie Wolfová, dcera místního notáře Františka Wolfa. Byl tehdy uváděn jako František Hruban, soudní adjunkt ve Valašských Kloboukách. Bylo mu 32 let, zatímco jeho nevěstě jen 19 a k sňatku s neplnoletou tudíž musel svolit i její otec.
Koncem 19. století patřil mezi hlavní postavy českého spolkového a politického života ve Valašských Kloboukách. Profesí byl soudcem, c. k. zemským soudním radou. Šlo o post zemského soudního rady v Uherském Brodu. Byl prezidentem zdejšího okresního soudu a zasedal v uherskobrodském obecním zastupitelstvu. Byl také jmenován čestným občanem Valašských Klobouk.
Počátkem 20. století se zapojil i do vysoké politiky. V zemských volbách v roce 1902 byl zvolen na Moravský zemský sněm, kde zastupoval kurii městskou, obvod Uherský Brod, Vizovice, Valašské Klobouky. V roce 1902 se na sněm dostal jako český kompromisní kandidát. Šlo o společnou kandidátní listinu staročechů a mladočechů. Sám Hruban je uváděn coby politik mladočechů, respektive jejich moravské odnože, Lidové strany na Moravě.
Zemřel v červnu 1930 v Uherském Brodě po delší nemoci ve věku 78 let.
Jeho synem byl učitel, estetik a filozof Jaroslav Hruban (1886–1934). Nebyl nijak příbuzensky spjat s významným moravským politikem Mořicem Hrubanem.